# Melanthera prostrata
Melanthera prostrata là một loài thực vật có hoa trong họ Cúc. Loài này được (Hemsl.) W.L.Wagner & H.Rob. mô tả khoa học đầu tiên.